# Weidu
Weidu (en chino, 魏都; pinyin, Wèidū) es un distrito urbano bajo la administración directa de la Prefectura  Xuchang  en la Provincia de Henan, República Popular China.  Su área es de 89 km² y su población total para 2010 superó los 500 mil  habitantes. 

## Administración
Desde junio  de 2023, el  Distrito Weidu  se divide en 13 pueblos  administrados  en subdistritos.

## Toponimia
El topónimo Weidu significa "Capital Wei". La denominación se debe a que, durante el período de los Tres Reinos, Xuchang fue una de las cinco capitales del reino Wei.